# Bloomingdale, New Jersey
Bloomingdale är en kommun (borough) i Passaic County i New Jersey. Vid 2020 års folkräkning hade Bloomingdale 7 777 invånare.